# Биржайский замок
Биржайский дворец-замок (лит. Biržų pilis) — бывшая резиденция Радзивиллов в городе Биржай на севере Литвы. Уничтожен в 1704 году; воссоздан в предполагаемых формах XVII века в 1978—1986 гг. Включен в Регистр культурных ценностей Литовской Республики, охраняется государством (код 1905). С 1988 года во дворце располагается Биржайская публичная библиотека, а с 1989 года — Биржайский краеведческий музей «Села».

## История
В 1575 году по инициативе князя Кшиштофа из дубинской ветви Радзивиллов началось строительство второго, северного замка Дубинской ординации. Работы начались со строительства плотины у слияния рек Апащя и Аглуона и формирования искусственного озера Ширвенас, площадью около 400 га. В 1586—1589 годах был построен замок, окруженный защитной насыпью и рвами с водой по системе итальянских теоретиков эпохи Возрождения. Важное значение имели валы с выступающими углами и бастионами; их окружали глубокие рвы. Верхняя часть каменной стены образовывала бруствер. В бастионах находились двух- и трехэтажные казематы. Важным художественным компонентом замка были двухэтажные ворота, увенчанные шпилем. Среди сооружений двора выделялись трехэтажный дворец князя, располагавшийся посередине крепости, и костел. На момент окончания строительства это была самая совершенная и крупнейшая бастионная крепость итальянского типа.
Во время Польско-шведской войны в 1625 году замок захватила шведская армия во главе со шведским королем Густавом II Адольфом. Дворец, церковь, здание ворот и арсенал были разрушены.
В 1627 году Христофор Радзивилл вернул почти полностью разрушенный замок. По его инициативе в 1637 году началось строительство второго Биржайского замка по голландской модели бастионных замков. Проект реконструкции замка был подготовлен инженером, военным архитектором Георгом Пиркасом (лит. Georgas Pirkas). Некоторое время фортификационными работами руководили военный инженер Адам Фрейтаг и архитектор Амандус Йостас. Были построены новые бастионы, отремонтированы набережные, плотина, реконструированы дворец, казармы, арсенал, крепостные ворота и мост. Крепостные двухэтажные ворота с открытыми лоджиями были украшены декоративной скульптурой, деревянной резьбой и живописью. Замок включал в себя более 20 зданий различного предназначения, образуя огромный оборонительный комплекс.
В 1662—1669 гг. по проекту архитекторов Я. Ульриха и Теофила Спиновскиса был построен новый дворец. Здание было прямоугольной формы, шириной 24,9 м и длиной 71,1 м, симметричное в плане. Наружные стены дворца были толщиной 1,3 м, внутренние — 1,2 м. Дворец был двухэтажным с трехэтажными ризалитами на концах. Преобладающим элементом архитектурной композиции дворца была двухъярусная аркадная галерея, расположенная в центре фасада. Ризалиты были увенчаны четырехскатной кровлей и башенками со шпилями. Архитектура дворца была характерной для позднего Ренессанса с некоторым чертами барокко. 
Интерьер дворца был богато украшен: потолки были украшены декоративной лепниной и живописными плафонами. Комнаты были оснащены глазурованной плиткой с орнаментальными мотивами и геральдическими знаками Радзивиллов. Во дворце было много (около 1000) картин и скульптур.
В 1701 году во время Северной войны в Биржайском замке русским царём Петром I и королём Речи Посполитой и курфюрстом Саксонии Августом II был подписан Биржайский договор, направленный против Швеции. В августе 1704 года замок был осажден шведским отрядом из 15 000 тысяч солдат во главе с генералом А. Л. Левенгауптом. 14 августа того же года гарнизон крепости сдался, дворец и другие крепостные сооружения были взорваны. После этого замок не восстанавливался. Сохранились только руины дворца с южной стеной, фрагменты здания ворот, фундаменты арсенала и других построек.
В 1811 году замок перешел во владение графов Тышкевичей. В 1818 году во время посещения Биржая Александр I повелел сохранить руины крепости. В конце XIX века территория замка была засажена фруктовыми деревьями и превращена в сад. В 1920-х гг. набережные и двор стали местом для прогулок и отдыха: были намечены гравийные дорожки и посажены деревья. В 1931 году перед развалинами был установлен памятник Янушу Радзивиллу (скульптор Юозас Зикарас). Во дворе крепости располагался теннисный корт и кинотеатр. В советское время здесь был городской парк.
Первый проект по сохранению Биржайского замка был разработан в 1953 году архитектором С. Рамунисом. В 1955—1957 гг. аналогичный проект был подготовлен А. Умбрасасом. Целью обоих проектов было положить конец аварийному состоянию руин дворца. В 1978—1986 годах, после создания Биржайской реставрационной мастерской, по проекту архитектора Эвалдаса Пурлиса производились работы по реконструкции замка. Для приспособления здания к размещению краеведческого музея и библиотеки в некоторых местах был изменен план помещений. В 2006 году в одном из залов дворца была восстановлена печь XVII века. В 2013 году было восстановлено здание арсенала.
С 1988 года во дворце располагается Биржайская публичная библиотека, а с 1989 года — Биржайский краеведческий музей «Села».

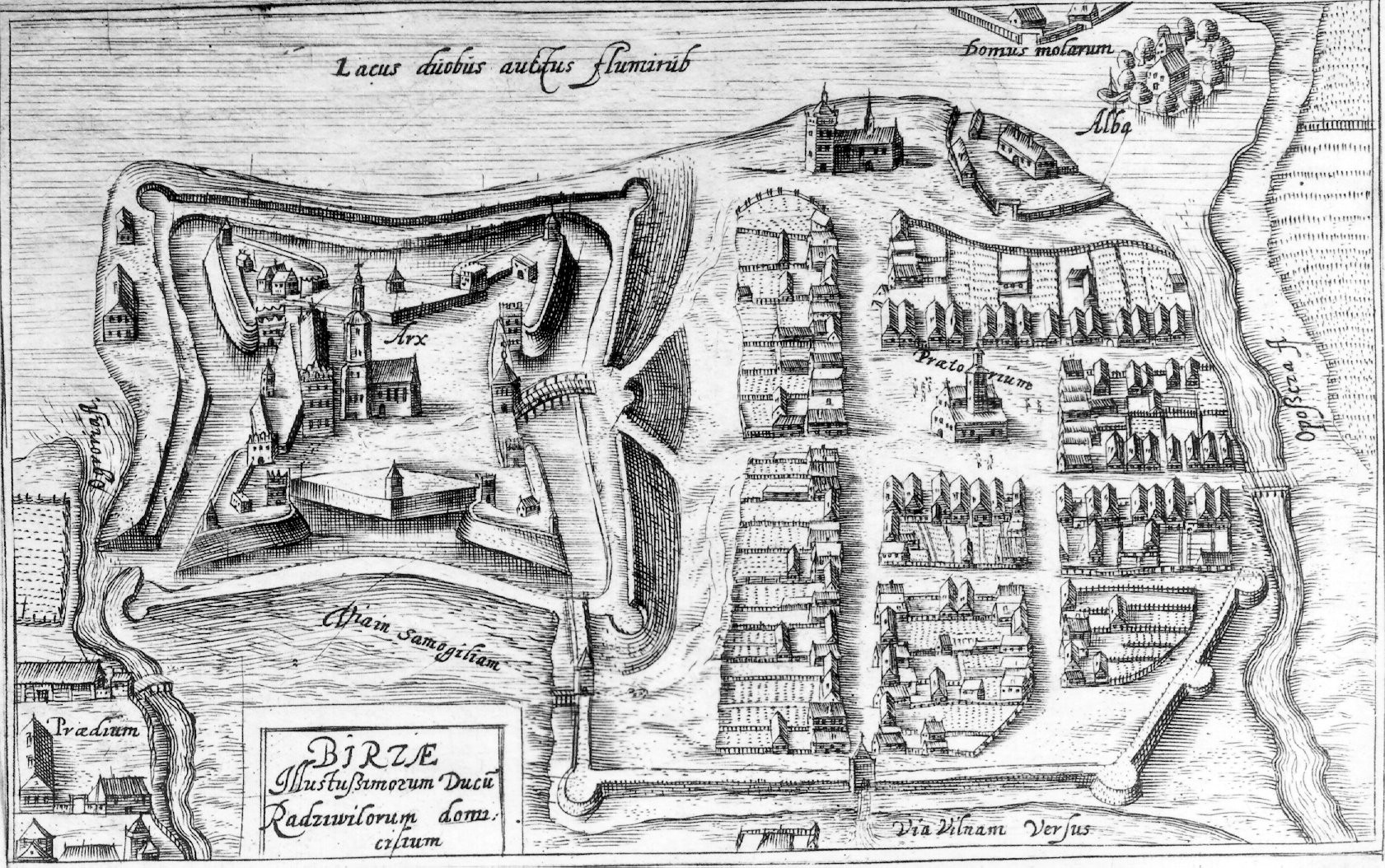
Биржайский замок и город на плане Томаша Маковского, 1600-е гг.
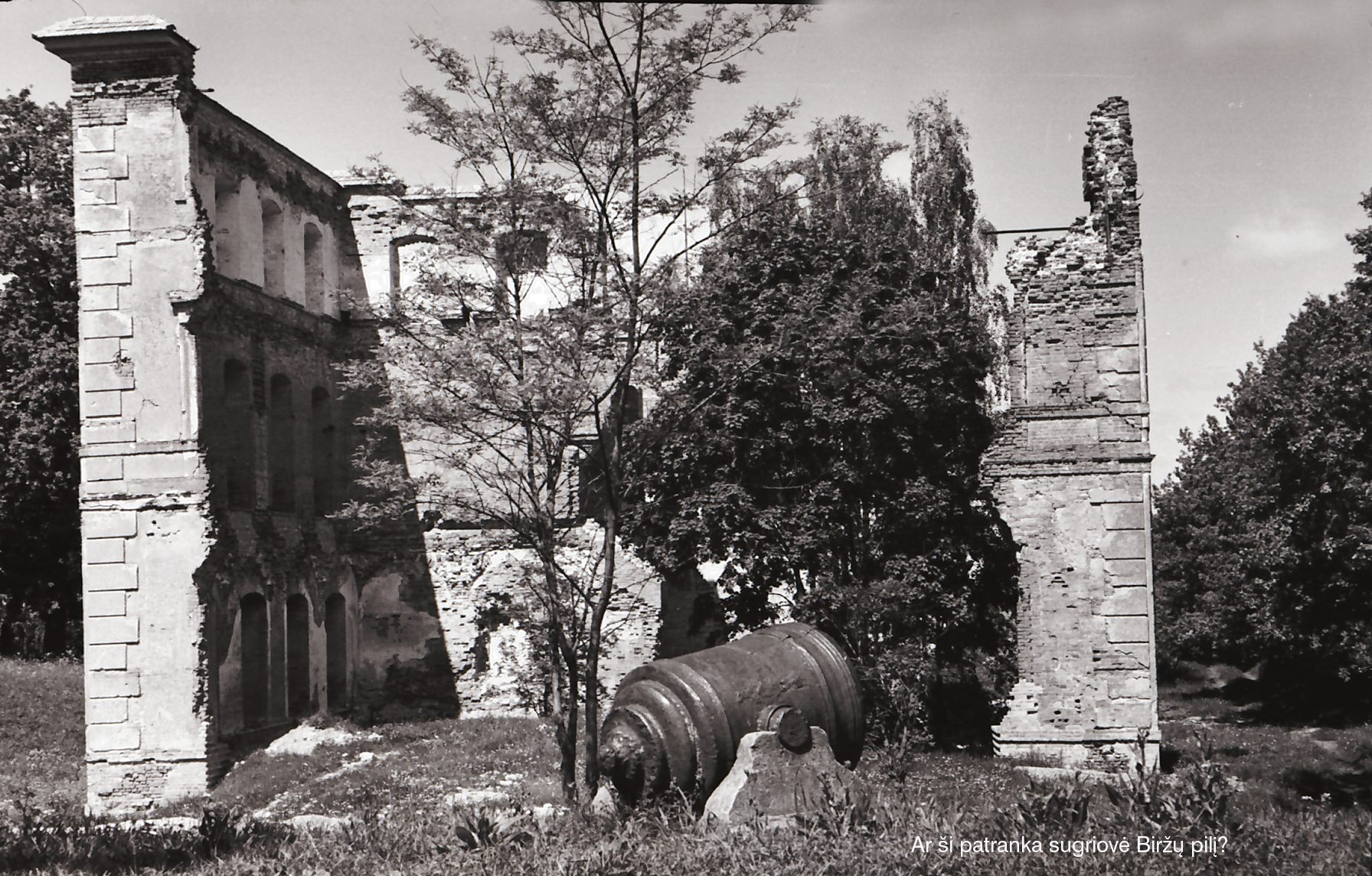
Руины дворца, 1954 г.
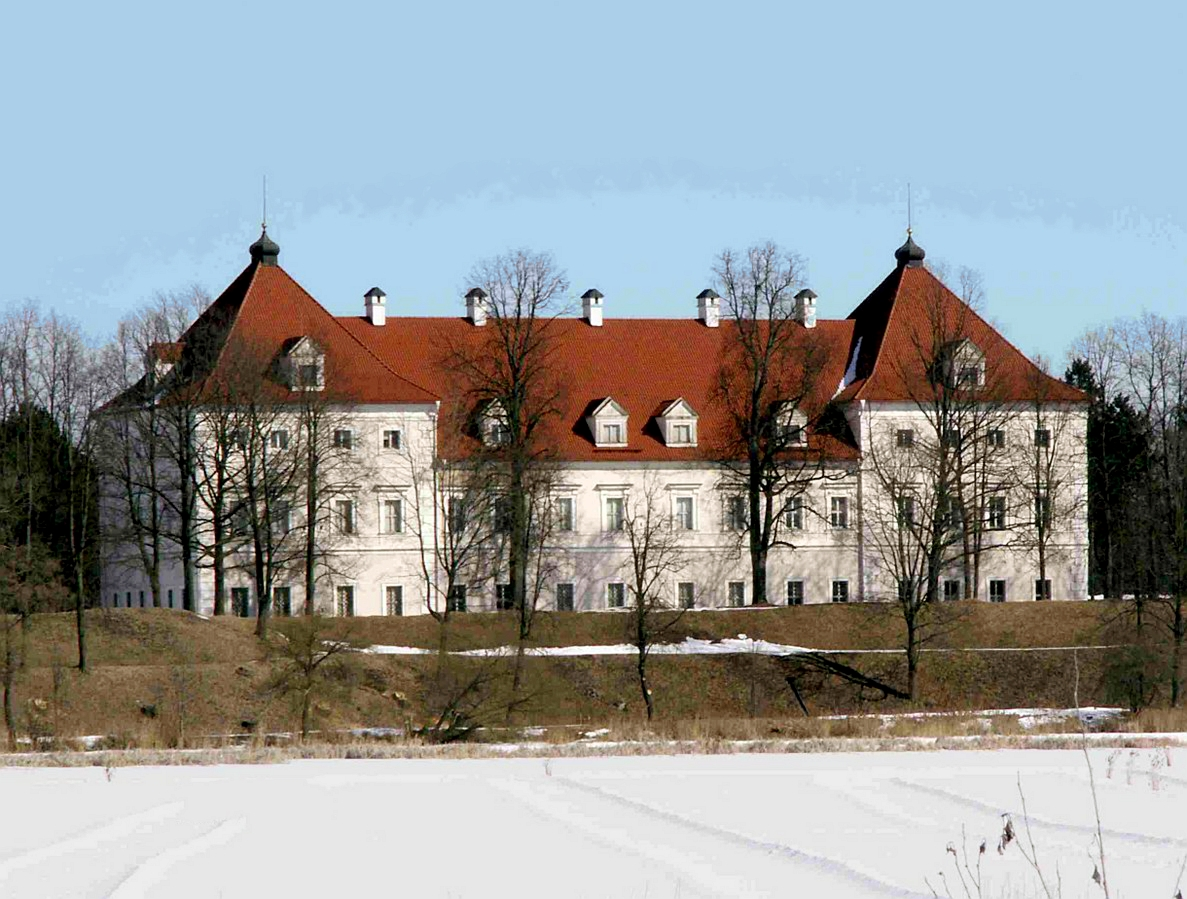
Западный фасад дворца
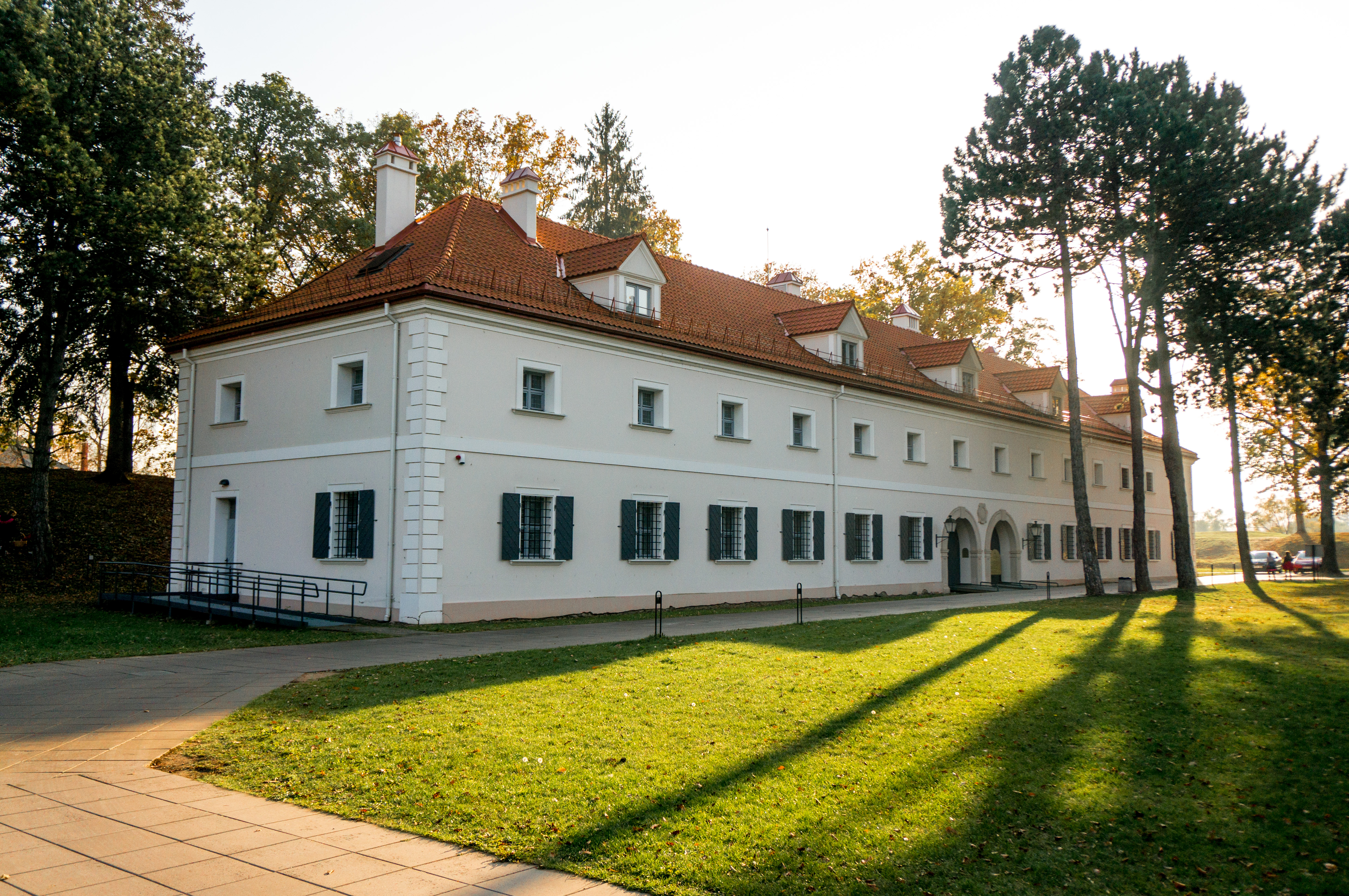
Арсенал
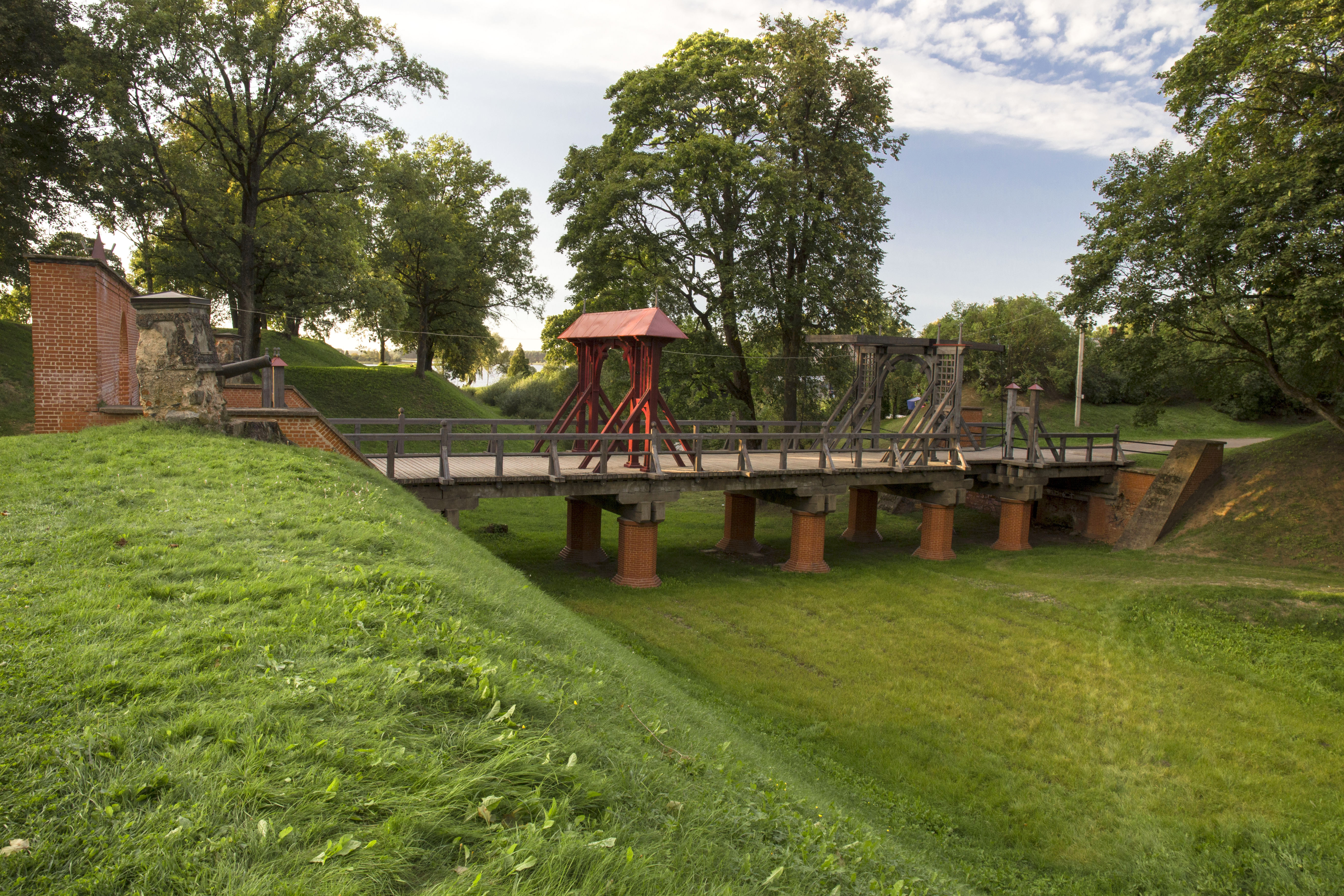
Крепостной мост